# Muelleriella aucklandica
Muelleriella aucklandica är en bladmossart som beskrevs av Dale Hadley Vitt 1976. Muelleriella aucklandica ingår i släktet Muelleriella och familjen Orthotrichaceae. Inga underarter finns listade i Catalogue of Life.